# Des frissons partout
Pour plus de détails, voir Fiche technique et Distribution.
Des frissons partout est un film franco-italien réalisé par Raoul André, tourné en 1963 et sorti en 1964.

## Synopsis
Jeff Gordon, agent du F.B.I, recherche Grégori, gangster blessé lors d'un braquage fabuleux. Aidé par Liza, enquêtrice privée, Jeff se rend dans une maison de repos dans laquelle il pense retrouver la trace de Grégori. Maison sinistre dirigée par un médecin inquiétant. Au fond du parc, une salle d'opération clandestine où le docteur Mercier se livre à la chirurgie esthétique sur des gangsters désireux de modifier leur visage et leurs empreintes digitales. Démasqués, Jeff et Liza ne doivent leur salut qu'à une brusque attaque de gangsters rivaux qui espèrent récupérer les bijoux volés par Grégori. Liza touchera la prime d'assurance.

## Fiche technique
- Titre : Des frissons partout
- Réalisation : Raoul André
- Scénario, adaptation et dialogues : Michel Lebrun
- Assistant réalisateur : Jean Lefèvre
- Photographie : Henri Persin
- Opérateur : Guy Suzuki
- Son : René Sarrazin
- Décors : Louis Le Barbenchon
- Montage : Gabriel Rongier, assisté de Renée Gaudier
- Musique : Michel Magne (orgue : Hamon, piano : Steinway) - (édition Seventh Art Music)
- Script-girl : Madeleine Santucci
- Régisseur général : Robert Porte
- Régisseur extérieur : Pierre Lefait
- Maquillage : Gisèle Jacquin
- Conseiller pour les bagarres : Henri Cogan de l'équipe Claude Carliez
- Production : Les Productions Jacques Roitfeld, Les Films Jean Manzon, Belmont Films (Paris) - Fida Cinématografica (Rome)
- Directeur de production : Jean Mottet
- Tirage et développement : Laboratoire Franay L.T.C Saint-Cloud
- Avec le concours de la C.R.S 2
- Robes de plage et maillots de bain ont été créés par l'atelier Jacqueline Guy
- Pays de production :  France -  Italie
- Format : Pellicule 35 mm - noir et blanc - Système sonore Western Electric
- Genre : Comédie, Film policier, Film d'action, Comédie policière
- Durée : 89 minutes
- Date de sortie : France - 11 mars 1964
  - Visa d'exploitation : 27163

## Distribution
- Eddie Constantine : Jeff Gordon, l'agent du F.B.I
- Perrette Pradier : Liza Lambert, l'enquêtrice privée
- Nando Gazzolo : le docteur Mercier
- Daphné Dayle : Barbara
- Sophie Hardy : Claudine
- Clément Harari : Lorenz, alias le docteur Mercier
- Daniel Emilfork : Yanakos, le grec
- Jean Galland : le commissaire
- Paul Bonifas : le notaire
- Janine Vila : Liliane, la somnambule
- Bernard Musson : Mr Edmond, le paralytique
- Victor Beaumont : Grégory
- André Bernard : l'inspecteur Alphonse Bertin
- Jean-Jacques Steen : Sam Pellot
- Dominique Zardi : Lucien
- Henri Lambert : Jojo
- Willy Braque : Émile, un homme de Lorenz
- Sonia Silver : Martine
- Gisèle Robert : Dodo, la doctoresse Blanc
- Patricia Viterbo : l'infirmière Melanie
- Josy Andrieu : la fille de Greorgy
- André Badin : l'homme de doctoresse Blanc
- Robert Berri : l'homme au landau
- Jacky Blanchot : un homme de main
- Corinne Bloch : la soubrette
- Pierre Collet : un gendarme
- Albert Dinan : l'indicateur
- Mireille Gallot : la caissière
- Marcel Gassouk : un homme de Grégory
- Yvon Sarray : l'agent borgne
- Michel Thomass : le masseur du hammam
- Jean-Pierre Dréan